# Western Hockey League (1952–1974)
Western Hockey League to pomniejsza liga zawodowa hokeja na lodzie, która istniała od 1952 do 1974 roku. Była ona zarządzana przez Ala Leadera. Liga powstała z połączenia Pacific Coast Hockey League i Western Canada Senior Hockey League. Istniało przekonanie że przez rozszerzenia tej ligi stanie się ligą lepszą od National Hockey League. Spowodowało to rozszerzenie NHL w 1967 roku. Mistrz tej ligi otrzymywał Lester Patrick Cup.

## Lista zespołów WHL
- Brandon Regals (1955 - 1957)
- Calgary Stampeders (1952 - 1963)
- California Seals (1966 - 1967)
- Denver Invaders (1963 - 1964)
- Denver Spurs (1969 - 1974)
- Edmonton Flyers (1952 - 1963)
- Los Angeles Blades (1961 - 1967)
- New Westminister Royals (1952 - 1959)
- Phoenix Roadrunners (1967 - 1974)
- Portland Buckaroos (1960 - 1974)
- Salt Lake Golden Eagles (1969 - 1974)
- San Diego Gulls (1966 - 1974)
- San Francisco Seals (1961 - 1967)
- Saskatoon Quakers (1952 - 1959)
- Seattle Americans (1955 - 1957)
- Seattle Bombers (1953 - 1954)
- Seattle Ironmen (1952 - 1953)
- Seattle Totems (1957 - 1974)
- Spokane Comets (1958 - 1963)
- Tacoma Rockets (1952 - 1953)
- Vancouver Canucks (1952 - 1970)
- Victoria Cougars (1952 - 1961)
- Victoria Maple Leafs (1964 - 1967)
- Winnipeg Warriors (1955 - 1961)